# 石翁仲 (霞浦县)
26°52′36.74″N 119°57′30.36″E / 26.8768722°N 119.9584333°E
石翁仲，位于中国福建省霞浦县松城街道青福村宝福里，为霞浦县级文物保护单位，类型为石刻碑记，公布时间为1981年5月。
石翁仲的历史年代为宋，原为南宋太师（追赠）孙翼凤墓侧石翁仲，后迁移至此地。